# Bisdom Sendai
Het Bisdom Sendai (Latijn: Dioecesis Sendaiensis, Japans: カトリック仙台教区, katorikku Sendai kyōku) is een in Japan gelegen rooms-katholiek bisdom met zetel in de stad Sendai. Het bisdom behoort tot de kerkprovincie Tokio, en is, samen met de bisdommen, Niigata, Saitama, Sapporo en Yokohama suffragaan aan het aartsbisdom Tokio.
Het bisdom omvat de prefecturen Aomori, Fukushima, Iwate en Miyagi op het eiland Honshu.

## Geschiedenis
Paus Leo XIII stichtte op 4 april 1891 het apostolisch vicariaat Hakodate. Daarvoor hoorde dit gebied tot het apostolisch vicariaat Noord-Japan. Met de breve Non maius Nobis werd het gebied op 15 juni van hetzelfde jaar nog tot bisdom verheven en suffragaan gesteld aan Tokio.  
Op 13 augustus 1912 werden gebiedsdelen afgestaan aan de nieuwe apostolische prefectuur Niigata en op 12 februari 1915 aan de apostolische prefectuur Sapporo. Naar aanleiding van het decreet Cum dioecesis van de Congregatie voor de Evangelisatie van de Volkeren werd de bisschopszetel op 9 maart 1936 verplaatst van Hakodate naar Sendai.

## Bisschoppen van Sendai

### Apostolische vicaris van Hakodate
- 1891: Alexandre Berlioz MEP

### Bisschop van Hakodate
- 1891-1927: Alexandre Berlioz MEP
- 1935-1936: Marie-Joseph Lemieux OP (vanaf 1936 bisschop van Sendai)

### Bisschop van Sendai
- 1936-1941: Marie-Joseph Lemieux OP (tot 1936 bisschop van Hakodate)
- 1941-1953: Michael Wasaburo Urakawa
- 1954-1976: Petro Arikata Kobayashi
- 1976-1998: Raymond Augustin Chihiro Sato OP
- 2000-2004: Franz Xaver Osamu Mizobe SDB (vervolgens bisschop van Takamatsu)
- sinds 2005: Martin Tetsuo Hiraga